# Андреевка (Волгоградская область)
Андреевка — село в Жирновском районе Волгоградской области, в составе Александровского сельского поселения.

## История
Дата основания не установлена. В XIX веке также было известно как Каменка. Село относилось к Нижне-Добринской волости Камышинского уезда Саратовской губернии. В XVIII веке земли, где было поселено село, принадлежали Нарышкинам, затем перешли к графу Гурьеву, от него как приданое за дочерью - к графу Гагарину. По дарственной от княгини Гагариной крестьянам было передано удобной земли 277 десятин.
С 1928 года - центр Андреевского сельсовета Руднянского района Камышинского округа (округ упразднён в 1930 году) Нижне-Волжского края. С 1935 года в составе Лемешкинского района Сталинградского края (с 1936 года - Сталинградской области, с 1954 по 1957 год - в составе Балашовской области). В 1953 года Андреевский сельсовет был ликвидирован, территория передана в состав Александровского сельсовета. В 1959 году в связи с упразднением Лемешкинского района передано в состав Жирновского района

## Физико-географическая характеристика
Село находится в степной местности, в пределах Хопёрско-Бузулукской равнины, являющейся южным окончанием Окско-Донской низменности, при вершине оврага Дальний Каменный. Рельеф местности равнинный, к юго-востоку от села - Александровский хребет, высшая точка которого гора Боровая (268,4 метра над уровнем моря) расположена в 4,6 км к юго-востоку от Андреевки. Почвы- чернозёмы обыкновенные. Высота центра населённого пункта - около 190 метров над уровнем моря.
Близ села проходит автодорога, связывающая город Жирновск и посёлок Рудня. По автомобильным дорогам расстояние до областного центра города Волгограда составляет 310 км, до районного центра города Жирновск - 6,7 км, до административного центра сельского поселения села Александровка - 12 км.
Часовой пояс
Андреевка, как и вся Волгоградская область, находится в часовой зоне МСК (московское время). Смещение применяемого времени относительно UTC составляет +3:00.

## Население
Динамика численности населения
| 1886 | 1891 | 1897 | 1911 | 1987 | 2002 |
| ---- | ---- | ---- | ---- | ---- | ---- |
| 614  | 663  | 537  | 977  | ≈470 | 493  |

| 2010 |
| ---- |
| 427  |